# Liparis geophila
Liparis geophila är en orkidéart som beskrevs av Rudolf Schlechter. Liparis geophila ingår i släktet gulyxnen, och familjen orkidéer.
Artens utbredningsområde är Sumatera. Inga underarter finns listade i Catalogue of Life.